# Стрмець-над-Добрно
Стрмець-над-Добрно (словен. Strmec nad Dobrno) — поселення в общині Добрна, Савинський регіон, Словенія. Висота над рівнем моря: 636,7 м. 